# Tjattajaure
Tjattajaure är en sjö i Arjeplogs kommun i Lappland och ingår i Piteälvens huvudavrinningsområde. Sjön har en area på 3,22 kvadratkilometer och ligger 876,5 meter över havet. Tjattajaure ligger i Sulitelma Natura 2000-område. Sjön avvattnas av vattendraget Suolunåivjåkkå.

## Delavrinningsområde
Tjattajaure ingår i det delavrinningsområde (743330-152045) som SMHI kallar för Utloppet av Tjattajaure. Medelhöjden är 978 meter över havet och ytan är 12,26 kvadratkilometer. Det finns inga avrinningsområden uppströms utan avrinningsområdet är högsta punkten. Suolunåivjåkkå som avvattnar avrinningsområdet har biflödesordning 2, vilket innebär att vattnet flödar genom totalt 2 vattendrag innan det når havet efter 355 kilometer. Avrinningsområdet består mestadels av kalfjäll (74 procent). Avrinningsområdet har 3,04 kvadratkilometer vattenytor vilket ger det en sjöprocent på 24,8 procent.